# Charlot la music-hall
Charlot la music-hall (în engleză A Night in the Show) este un film american de comedie din 1915 produs de Jess Robbins și scris și regizat de Charlie Chaplin, al 12-lea film al său pentru Essanay Studios. În alte roluri interpretează actorii Edna Purviance, Leo White, Charlotte Mineau și Dee Lampton.

## Distribuție
- Charles Chaplin - Mr. Pest and Mr. Rowdy
- Edna Purviance - Lady in the Stalls with Beads
- Charlotte Mineau - Lady in the Stalls
- Dee Lampton - Fat Boy
- Leo White - Frenchman/Negro in Balcony
- Wesley Ruggles - Second Man in Balcony Front Row
- John Rand - Orchestra Conductor
- James T. Kelley - Trombone Player and Singer
- Paddy McGuire - Feather Duster/Clarinet Player
- May White - Fat Lady and Dancer
- Phyllis Allen - Lady in Audience
- Fred Goodwins - Gentleman in Audience
- Charles Inslee - Tuba Player